# Pałac w Posadzie
Pałac w Posadzie – zabytkowy neogotycki pałac należący niegdyś do rodziny Wierusz-Kowalskich, zbudowany w II połowie XIX wieku w Posadzie, gmina Kazimierz Biskupi, powiat koniński, województwo wielkopolskie.

## Historia
Pałac w Posadzie swoimi początkami sięga II połowy XIX wieku. Zaprojektowany został na planie prostokąta. Jego charakterystycznym elementem jest wieńczący kondygnację krenelaż. Od frontu mieści się ryzalit środkowy poprzedzony gankiem wraz z tarasem. Wnętrze pałacu tworzy reprezentacyjny hol z salonem na osi oraz bocznymi pomieszczeniami w układzie dwutraktowym na parterze. Pałac otacza zabytkowy park.
Od 1899 do 1951 w pałacu mieszkał Karol Wierusz-Kowalski – artysta malarz, absolwent słynnej szkoły monachijskiej, ziemianin, działacz niepodległościowy, społeczny, bratanek stryjeczny Alfreda Wierusz-Kowalskiego.
W 1945 roku majątek rodziny Wierusz-Kowalskich przeszedł w ręce Skarbu Państwa, a później służył jako budynek mieszkalny. Na początku lat 90 rozpoczął w nim swoją działalność Wojewódzki Urząd Ochrony Zabytków. Kilka lat później pałac został odrestaurowany z zachowaniem neogotyckich form. Od 2015 roku w pałacu mieści się filia Gminnego Ośrodka Kultury w Kazimierzu Biskupim. Od 2019 roku jest również wykorzystywany przez Fundację Grupy Inicjatywnej Pałac Posada, której celem jest integracja lokalnej społeczności oraz „ożywienie” zabytkowej budowli.

## Galeria

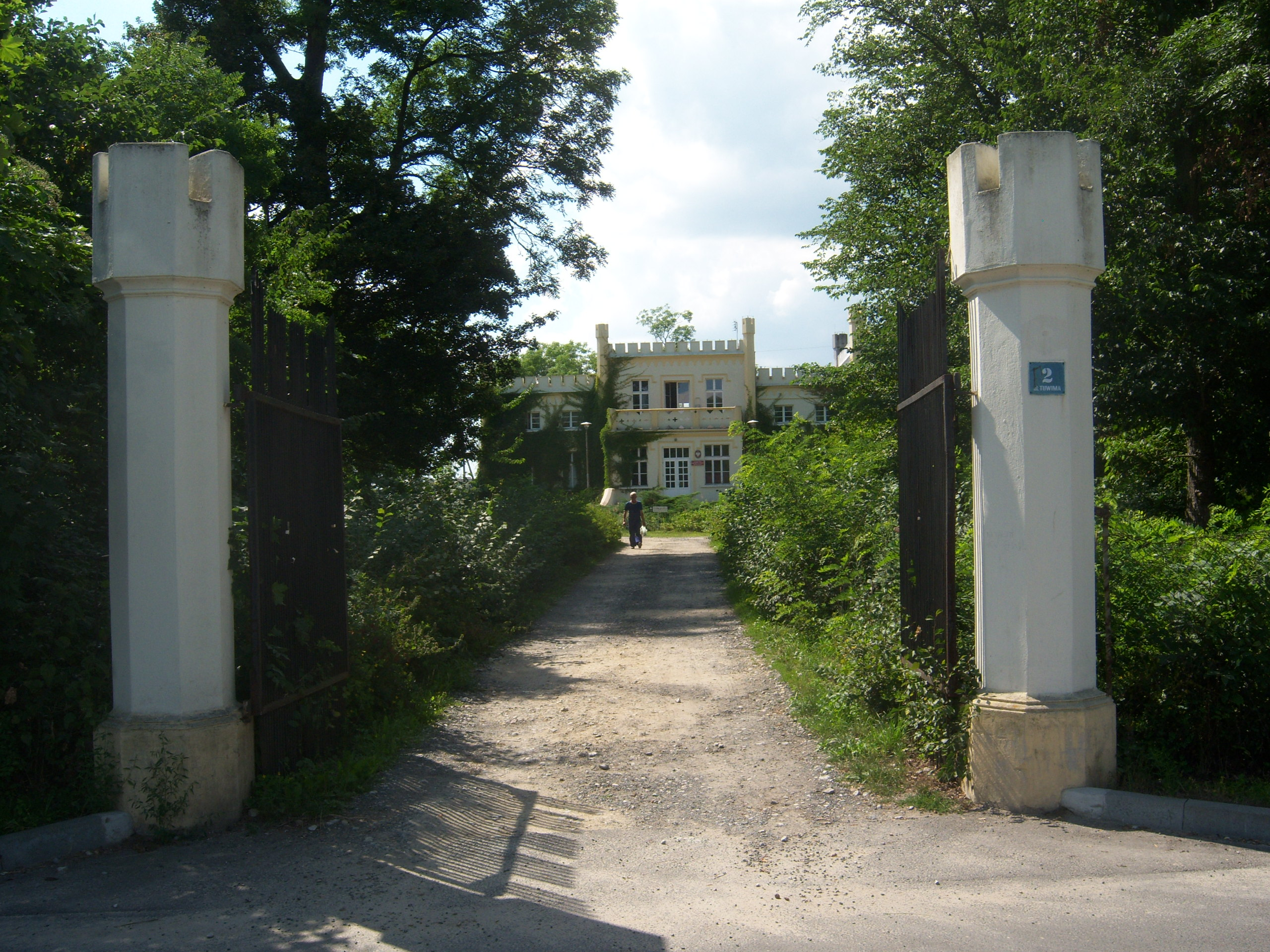
Brama wjazdowa
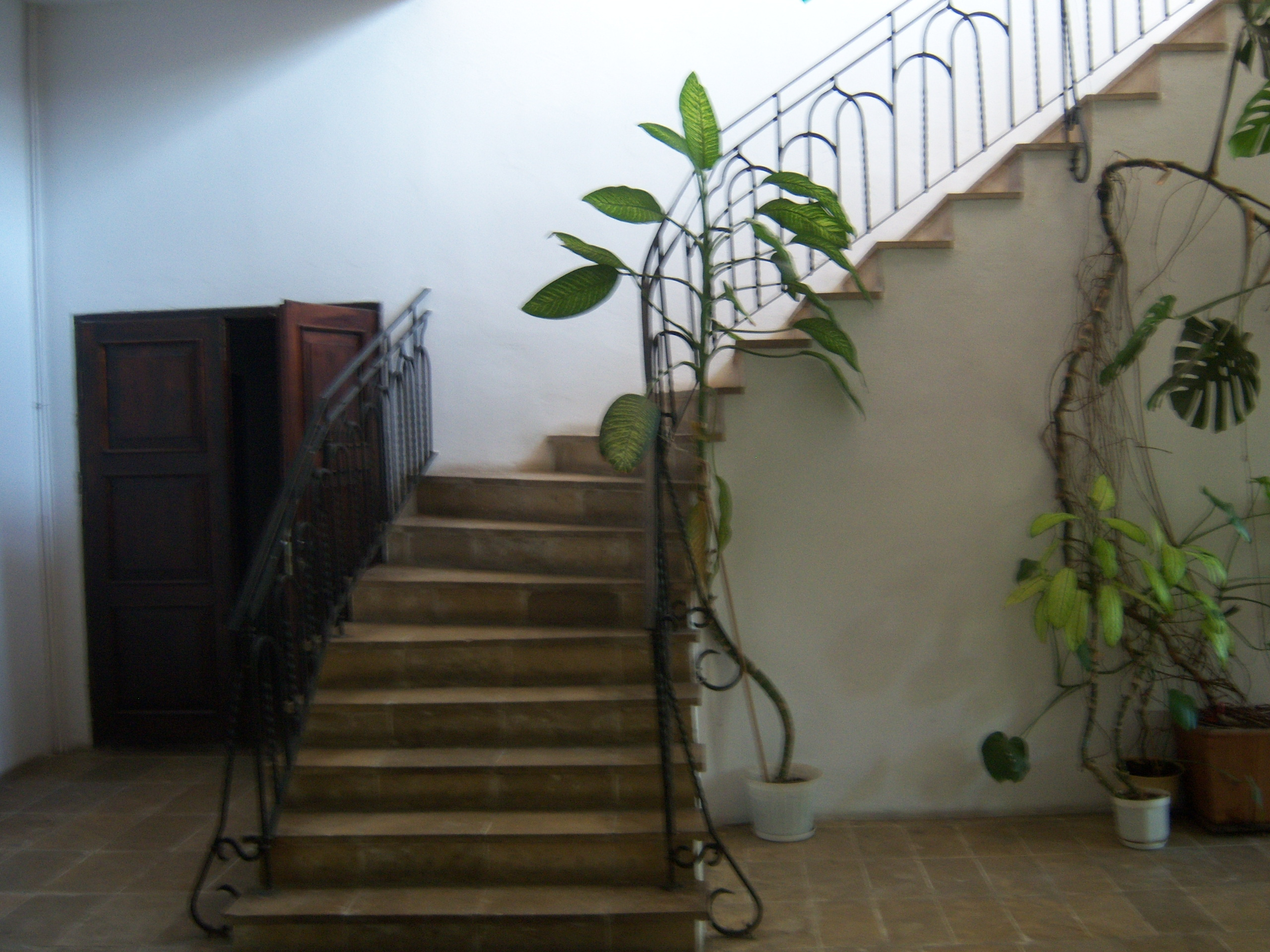
Parter
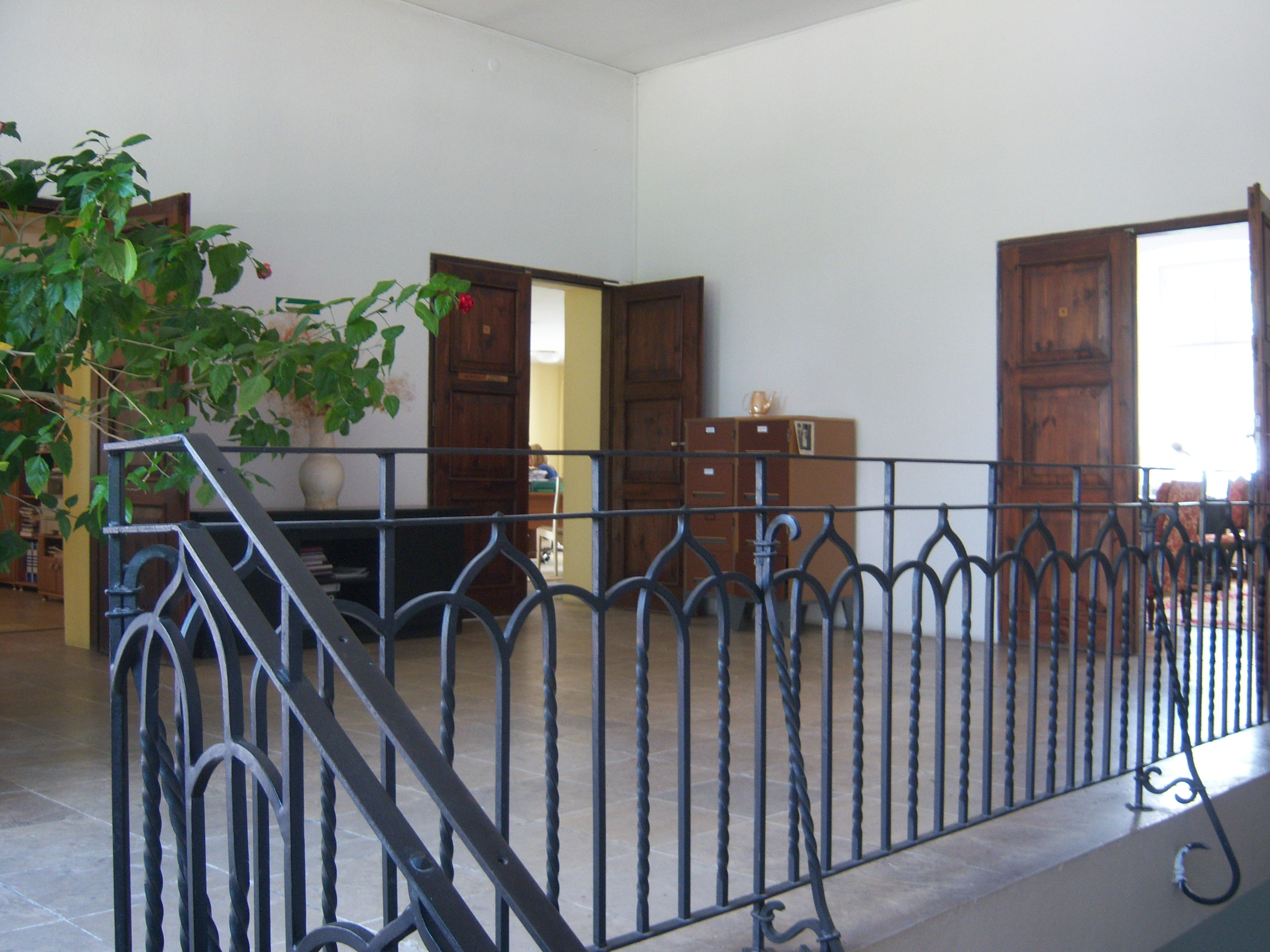
Pierwsze piętro